# GSC3336-1311
GSC3336-1311 — хімічно пекулярна зоря спектрального класу Si, що має видиму зоряну величину в смузі V приблизно  9,8.